# Fuchs & Hoffmann Kakaoprodukte
Die Fuchs & Hoffmann Kakaoprodukte GmbH mit Sitz im saarländischen Bexbach ist ein deutscher Hersteller von Schokoladen-Halbfabrikaten (Markenname: Hoco), der heute zur Krüger-Gruppe mit Sitz in Bergisch Gladbach gehört.

## Geschichte
Das Unternehmen wurde 1951 von Georg Hoffmann und Werner Fuchs gegründet. Seit 1958 werden Schokoladen-Halbfabrikate hergestellt. Nachdem ab 1996 die WAWI-Gruppe aus Pirmasens Eigentümer des Unternehmens war, erfolgte ab 2009 sukzessive die Übernahme der Gesellschafteranteile durch die Krüger-Gruppe, die 2015 abgeschlossen wurde.
2015 wurde das Unternehmen durch den Kunden Alfred Ritter GmbH & Co. KG (Ritter Sport) als Lieferant des Jahres ausgezeichnet.
2017 erwarb Fuchs & Hoffmann das ehemalige Werksgelände von General Electric in Bexbach. Auf dem Areal unweit des seitherigen Unternehmenssitzes sollen die bestehenden Produktionskapazitäten erweitert werden. Im November 2019 fingen Teile der Fabrik Feuer, wodurch die Produktion pausiert werden musste.

## Produkte
Fuchs & Hoffmann produziert Kakaomasse, Kakaonibs und Schokolade/Kuvertüre (Milch-, Zartbitter- und weiße Schokolade) zur industriellen Weiterverarbeitung. Abnehmer sind u. a. Mars, Ritter Sport sowie die wie Fuchs & Hoffmann ebenfalls zur Krüger-Gruppe gehörende Ludwig Schokolade. Das Unternehmen verarbeitet (Stand 2011) pro Jahr rund 38.000 Tonnen Kakaobohnen zu ca. 28.000 Tonnen Kakaomasse und ca. 10.000 Tonnen flüssiger Schokolade.

## Kennzahlen
2016 machte das Unternehmen mit 77 Mitarbeitern einen Umsatz von rund 185 Mio. Euro und erwirtschaftete ein Jahresergebnis nach Steuern von 1,2 Mio. Euro.